# Manuel Corrales Pascual
Manuel Corrales Pascual (Tetuán, protectorado español de Marruecos, España, 30 de agosto de 1935) es un sacerdote jesuita ecuatoriano.

## Biografía
Doctor en Humanidades clásicas por la Pontificia Universidad Católica del Ecuador, bajo la dirección del humanista ecuatoriano P. Aurelio Espinosa Pólit (1960), y doctor en Filosofía y Letras por la Universidad Complutense de Madrid, bajo la dirección del académico Rafael Lapesa Melgar (1972). Fue profesor de Lingüística y de Análisis Literario en la Pontificia Universidad Católica del Ecuador desde 1972 hasta 2003.
En la Pontificia Universidad Católica del Ecuador ocupó los cargos de decano de Coordinación Académica (1972-1973), subdecano de la Facultad de Ciencias Humanas (1973-1976), director del Departamento de Antropología (1974-1976), decano de la Facultad de Ciencias de la Educación (1978-1987), decano de la Facultad de Comunicación, Lingüística y Literatura (1997-2001), vicerrector desde el año 2000 hasta septiembre de 2005. Además, fue rector de esta universidad desde septiembre de 2005 hasta 2016.

## Obras
Entre sus publicaciones destacan las siguientes obras: Ética y comunicación (2009); Iniciación a la fonética y a la fonología del español. De los sonidos del habla a los fonemas de la lengua (2000); Iniciación a la narratología. Teoría, método, práctica (2000); Aurelio Espinosa Pólit. Dieciocho clases de literatura (1996); Alonso de la Peña Montenegro. Itinerario para párrocos indios (1995-1996); Diccionario funcional básico (1994); Estética de la recepción y ciencia literaria (1980), y Jorge Icaza: frontera del relato indigenista (1974).